# Las Regueras
Las Regueras – gmina w Hiszpanii, w prowincji Asturia, w Asturii, o powierzchni 65,85 km². W 2011 roku gmina liczyła 1952 mieszkańców.